# H. Owen Reed
Herbert Owen Reed (Odessa (Missouri), 17 juni 1910 – Athens, 6 januari 2014) was een Amerikaans componist, muziekpedagoog, musicoloog en dirigent.

## Levensloop
Reed studeerde aan de School of Music van de Universiteit van Missouri in Columbia van 1929 tot 1933 en wisselde dan aan de Universiteit van Louisiana in Baton Rouge waar hij zijn Bachelor of Music in 1934 en zijn Master of Music in compositie in 1936 en zijn Bachelor of Arts in de Franse taal in 1937 behaalde. Aansluitend ging hij aan de Eastman School of Music in Rochester, New York, en promoveerde in compositie als Ph. D. in 1939. Tot zijn leraren behoorden Bernard Rogers (compositie), Howard Hanson (compositie), Paul White (orkestdirectie), Howard Gleason (musicologie), Allen I. McHose (muziektheorie), Roy Harris (compositie), Bohuslav Martinů (compositie), Aaron Copland, Leonard Bernstein en Stanley Chappel (hedendaagse muziek aan de Berkshire Music Center in Tanglewood, en Helen Gunderson (compositie).
Van 1939 tot zijn pensionering in 1976 was hij professor en later ook hoofd voor compositie aan de Michigan State University in East Lansing. Van 1948 tot 1949 studeerde hij zes maanden in Mexico folk music en ook in 1960 deed hij een studiereis naar Mexico. Folk music heeft hij ook studeerd op de Karibische Eilanden in februari 1976 en in de zomer van 1977 was hij op studiereis in Noorwegen. Verder deed hij een extensieve studie van oorspronkelijke Amerikaanse muziek in New Mexico en Arizona.
Hij is lid van talrijke federaties en organisaties, zo onder andere van de Music Teachers National Association, waar hij ook bestuurslid was, van de American Society of Composers, Authors and Publishers (ASCAP), van de American Music Center. Hij is verder erelid van de Michigan School Band and Orchestra Association en lid van de National Council of the National Association of Composers.
Hij was eerst met Esther M. Reed gehuwd, maar die overleed in 1981. In 1982 huwde hij Mary L. Arwood, met wie hij nu in Green Valley, Arizona, leeft.
Zijn bekendst werk als componist is de Folk song symfonie La Fiesta Mexicana voor groot harmonieorkest. Naast zijn composities is hij auteur van twee tekstboeken co-auteur van drie boeken.

## Composities

### Werken voor orkest
- 1938 Evangeline
- 1939 Symfonie no. 1
- 1940 Overture
- 1949 Concerto, voor cello en orkest
- 1961 Overture voor strijkers
- 1968 The turning mind
- 1979 UT RE MI, een variatie op de hymne van Sint Johannes Baptist "Ut queant laxis,", voor orkest en mannenstem of een mannenstem op geluidsband

### Werken voor harmonieorkest
- 1947 Spiritual
- 1951 Missouri Shindig
- 1954 Theme and Variations, van het strijkkwartet in A-groot, op. 18 no. 55 van Ludwig van Beethoven
- 1949 La Fiesta Mexicana een Mexicaanse Folk Song Symfonie voor harmonieorkest
  1. Prelude and Aztec Dance
  2. Mass
  3. Carnival
- 1959 Renascence
- 1959 Che-Ba-Kun-Ah ("Road of Souls"), voor harmonieorkest en strijkkwartet
- 1971 The touch of the Earth, voor harmonieorkest, gemengd koor en solisten
- 1972 For the Unfortunate, voor harmonieorkest en gemengd koor (of geluidsband)
- 1980 UT RE MI, een variatie op de hymne van Sint Johannes Baptist "Ut queant laxis,", voor harmonieorkest en mannenstem of een mannenstem op geluidsband
- 1985 The Awakening of the Ents, voor blazers en slagwerk
- 1987 Of Lothlorien, voor harmonieorkest en mannenkoor
- 1987 The heart of the Morn, (vroeger: "Michigan Morn"), voor harmonieorkest of harmonieorkest en stemmen uit de opera Peter Homan's Dream en de suite The touch of the Earth

### Muziektheater

#### Opera's
| Voltooid in   | titel                                     | aktes   | première                                   | libretto                                                                                  |
| ------------- | ----------------------------------------- | ------- | ------------------------------------------ | ----------------------------------------------------------------------------------------- |
| 1955 rev.1959 | Michigan Dream (ook: Peter Homan's Dream) | 2 aktes | 13 mei 1955, East Lansing                  | John Jennings                                                                             |
| 1960          | Earth Trapped                             |         | 24 februari 1962, East Lansing             | een Indiaans geestelijke legende op een verhaal van Hartley Alexander                     |
| 1974          | Living solid face                         |         | 28 november 1976, Brookings (South Dakota) | Forrest W. Coggan, een Indiaans geestelijke legende, op een verhaal van Hartley Alexander |
| 1980          | Butterfly Girl and Mirage Boy             |         | 1980                                       | Forrest W. Coggan, een Indiaans geestelijke legende, op een verhaal van Hartley Alexander |

#### Balletten
| Voltooid in | titel                       | aktes | première | libretto | choreografie |
| ----------- | --------------------------- | ----- | -------- | -------- | ------------ |
| 1936        | The Masque of the Red Death |       |          |          |              |

### Geestelijke werken
- 1963 A Tabernacle for the Sun, een oratorium voor lyrische koor en gemengde koor, sprekende koor en mannenstemmen, contraalt en orkest - libretto: Merrick F. McCarthy

### Werken voor koor
- 1950 Two Tongue Twisters, voor gemengd koor
- 1958 Ripley Ferry, voor vrouwenstemmen en blazers septet - tekst: Merrick F. McCarthy
- 1977 Rejoice! Rejoice!, voor gemengd koor, een koor op geluidsband, solisten, vibrafoon, buisklokken en contrabas
- 2004 A Psalm of Praise, voor gemengd koor a capella

### Vocale muziek
- 1945 The Passing of John Blackfeather, voor lage stem en piano - tekst: Merrick F. McCarthy
- 1947 Dusk, voor lage stem en piano - tekst: Tom Boggs
- 1948 Make a joyful noise, voor tenor en blazerskwintet
- 1948 Mountain Meditation - tekst: Marion Cuthbertson
- 1954 Christmas Eve, voor solo zang en piano - samen met: John W. Kidd
- 1955 The ox-driving Song, voor solo zang en piano

### Kamermuziek
- 1937 Strijkkwartet
- 1937 A Psalm of Praise, voor 2 fluiten, hobo, 2 klarinetten, fagot, hoorn
- 1947 Scherzo, voor klarinet en piano
- 1954 Symfonische dans, voor piano en blazerskwintet
- 1965 El Muchacho, voor zeven handbells en 3 slagwerkers
- 1986 Fanfare for Remembrance, voor 6 trompetten, flügelhoorn, slagwerk en spreker

### Werken voor piano
- 1934 Piano Sonata
- 1947 Three Nationalities, voor piano
  1. El Muchacho
  2. Le Sonneur
  3. Mr. Jazz
- 1953 Nocturne, voor piano
- 1954 Symfonische dans, voor twee piano's
- 1962 El Muchacho
- 1975 El Son de la Negra

### Over H. Owen Reed

#### Artikelen
- William L. Berz: Annotated Bibliography of Materials Written About H. Owen Reed, WASBY Journal, Vol. 3 (2006)
- William L. Berz: An Overview of H. Owen Reed's Music for Wind Ensemble, in: Journal of Band Research, (Volume 40, No. 1/Fall 2004)
- William L. Berz: Considering H. Owen Reed, in: Tempo (October 2004)
- William L. Berz: Another Lord of the Rings: Two Works by H. Owen Reed: "Awakening of the Ents" and "Of Lothlorien.", in: WASBE JOURNAL, Vol. 11 (2004)
- William L. Berz: Three Early Works for Band by H. Owen Reed, in: Journal of the World Association for Symphonic Bands and Ensembles 10 (2003) 95-
- Mary Black-Junttonen: Reed Honored by LSU as 2004 Alumnus of the Year,, in: Music Notes MSU School of Music (Fall 2004)
- James Syler: Composer to Composer: An Interview with H. Owen Reed, in: Journal Of The World Association For Symphonic Bands And Ensembles, (September 2002)
- Peter Loel Boonshaft: A Conversation With H. Owen Reed, in: The Instrumentalist, Sept. 1998
- Mary Carlson: H. Owen Reed, A Study of his Life and Achievements University of Missouri, Music 469, Band Techniques with Dr. Dale J. Lonis, (February 1995)
- John Knight: An Interpretive Analysis of "La Fiesta Mexicana" in: The Instrumentalist, Vol, 53 No 2. (Sept. 1969)

#### Proefschriften
- Earl Henry Bruning Jr.: A Survey and Handbook For The Conducting And Interpretation Of Seven Selected Works In The Standard Repertoire For Wind Band, DA Dissertation, Ball State University (1980)
- Charles E. Johnston: Common Musical Idioms in Selected Wind-Band Music, Ed D Dissertation, Florida State University (1969)

### Enkele algemene naslagwerken
- Jozef Robijns, Miep Zijlstra: Algemene muziek encyclopedie, Haarlem: De Haan, 1979-1984, ISBN 978-90-228-4930-9
- Neil Butterworth: A dictionary of American classical composers, New York: Routledge, 2004. 548 p., ISBN 0-41-593848-1
- Wolfgang Suppan, Armin Suppan: Das Neue Lexikon des Blasmusikwesens, 4. Auflage, Freiburg-Tiengen, Blasmusikverlag Schulz GmbH, 1994, ISBN 3-923058-07-1
- Edith Borroff, J. Bunker Clark: American opera : a checklist, Detroit: Harmonie Park Press, 1992, 334 p., ISBN 978-0-899-90063-6
- Paul E. Bierley, William H. Rehrig: The heritage encyclopedia of band music : composers and their music, Westerville, Ohio: Integrity Press, 1991, ISBN 0-918048-08-7
- David M. Cummings, Dennis K. McIntire: International who's who in music and musician's directory - (in the classical and light classical fields), Twelfth edition 1990/91, Cambridge, England: International Who's Who in Music, 1991. 1096 p., ISBN 0-948875-20-8
- Jaques Cattell Press: Who's who in American music : classical, First edition, New York: R. R. Bowker, 1983, 1000 p., ISBN 978-0-835-21725-5
- E. Ruth Anderson: Contemporary American composers - A biographical dictionary, Second edition, Boston: G. K. Hall, 1982, 578 p.
- Norman E. Smith: Band music notes, Revised edition, San Diego, California: Niel A. Kjos, Jr., 1979, ISBN 978-0-849-75401-2
- Judith E. Carman, William K. Gaeddert, Rita M. Resch: Art-song in the United States 1801-1976 - An annotated bibliography, National Association of Teachers of Singing, Inc., 1976, 308 p., ISBN 978-9-991-60267-7
- American Composers' Concerts and Festivals of American Music 1925-71; cumulative repertoire, Institute of American Music of the University of Rochester, Rochester, NY: 1972, 75 p.
- Ernst C. Krohn: Century of Missouri music, Reprinted 1971 with a supplementary list of Missouri composers, musicians, and musicologists...., New York: Da Capo Press, 1971, 380 p.
- Robert R. Fink: Annotated directory of Michigan orchestral composers, Published by Michigan State Council for the Arts in cooperation with Michigan Orchestra Association, 1967
- John Tasker Howard, James Lyons: Our American music : three hundred years of it, Third edition, revised and reset., New York: Thomas Y. Crowell, 1954, 841 p.